# Lydellothelaira collaris
Lydellothelaira collaris är en tvåvingeart som beskrevs av Townsend 1919. Lydellothelaira collaris ingår i släktet Lydellothelaira och familjen parasitflugor.
Artens utbredningsområde är Peru. Inga underarter finns listade i Catalogue of Life.